# Micro-région de Kapuvár–Beled
La micro-région de Kapuvár–Beled (en hongrois : Kapuvár–Beledi kistérség) est une micro-région statistique hongroise rassemblant plusieurs localités autour de Kapuvár.